# 마오쯔쥔
마오쯔쥔(중국어: 茅子俊, 병음: Mao Zijun, 한자음: 모자준, 1986년 12월 31일 ~ )은 중국의 배우이다. 저장성 사오싱시 출신.

## 방송
- 용주전기
- 대당영요 2
- 대당영요
- 청운지
- 벽혈서향몽
- 수려강산지장가행 - 음흥 역
- 호란전